# Stazione di Somma Lombardo
Stazione di Somma Lombardo vasútállomás Olaszországban, Lombardia régióban, Somma Lombardo településen.

## Vasútvonalak
Az állomást az alábbi vasútvonalak érintik:
- Domodossola–Milánó-vasútvonal

## Kapcsolódó állomások
A vasútállomáshoz az alábbi állomások vannak a legközelebb:
- Stazione di Vergiate
- Stazione di Casorate Sempione